# Psicologia de la percepció
La psicologia de la percepció és l'encarregada d'estudiar la relació entre els processos cognitius i la sensació i la percepció.

## Sensació

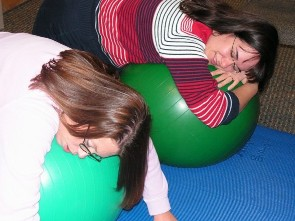
La relaxació és una forma de combatre la tensió

Les sensacions són la principal font d'informació que tenim sobre el nostre entorn, tant intern (el mateix cos) com extern (el món que ens envolta). Mitjançant les sensacions arriba al cervell tota la informació que permet als individus orientar-se i vincular-se amb la realitat.
- Classificació de les sensacions
  - Interoceptives:Són les que provenen del prop medi intern de l'organisme i de l'estat dels seus processos interns. Es transmeten per via del sistema nerviós autònom i són les sensacions més difuses i menys conscients com ara el malestar, la comoditat o la tensió. susciten un comportament orientat a satisfer les necessitats o eliminar els estats de tensió.
  - Propioceptives: Aporten informació sobre la situació del cos en l'espai i la postura de l'aparell motriu, assegurant la regulació dels nostres moviments. Els seus receptors es troben als músculs i superfícies articuladores. En aquest sentit trobem les sensacions referides a l'equilibri transmeses via el nervi vestibular (al nervi auditiu) i en estreta relació amb el sistema visual.
  - Exteroceptives: Referides a l'obtenció de senyals procedents del món exterior, que són la base del coneixement conscient. Es podrien dividir en diferents subgrups.
    - Sensacions per contacte: Requereixen l'aplicació directe de l'òrgan receptor a la superfície del cos que les engendra per aparèixer (gust i tacte).
    - Sensacions intermèdies o intermodals: Com percebre certes olors fortes, sons estridents o llums intenses.
    - Sensacions a distància: Òrgans que actuen mitjançant reu interval d'espai (olfacte, oïda i vista).
    - Tipus inespecífic: Com per exemple la fotosensibilitat de la pell, la capacitat de l'epidermis per percebre els colors).

## Percepció

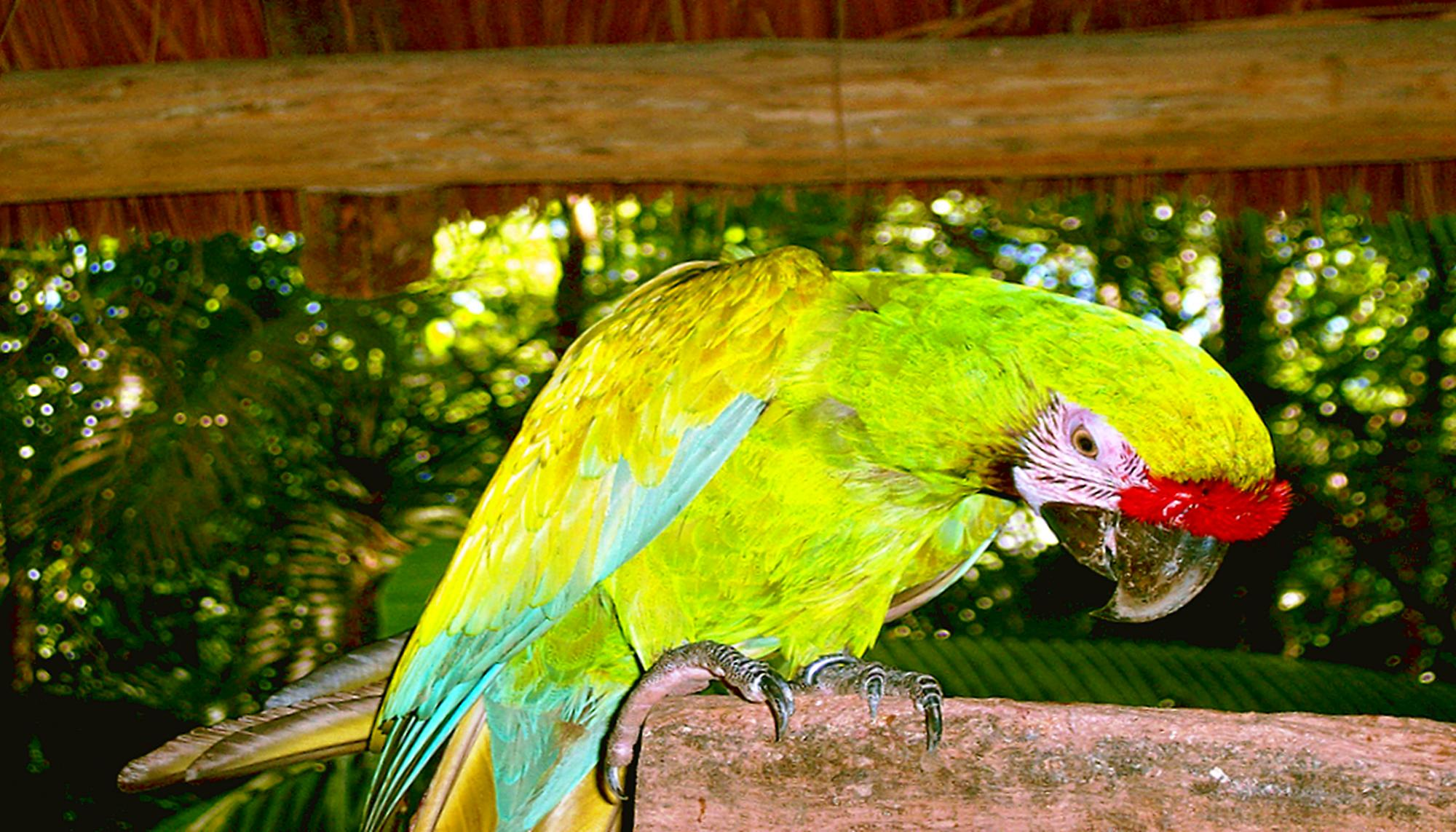
El reconeixement d'un lloro es faria per la confrontació entre la informació sensorial i l'experiència anterior

És la interpretació de la informació sensorial i es relaciona directament amb els processos de pensament, ja que requereix les pautes d'experiència anterior, perquè en unificar els grups d'indicis essencials i bàsics, confronta el conjunt de trets percebuts amb els coneixements anteriors vers l'objecte o la situació. D'aquesta confrontació neix el reconeixement de l'objecte

## Processament de la informació sensorial
Els sistemes sensorials tradueixen l'energia física que reben de l'ambient en energia neural, és a dir, en potenciar els axons del sistema nerviós. És el procés conegut com a transducció.

### Estructura dels sistemes sensorials
Consten de:
- Cèl·lula receptora, encarregada de fer el procés de transducció.
- Neurona sensorial, si la cèl·lula receptora no té el seu propi axó.
- Conjunt d'estructures accessòries que ajuden a modificar la naturalesa de l'energia física abans d'arribar a la cèl·lula receptora.

### Receptors sensorials

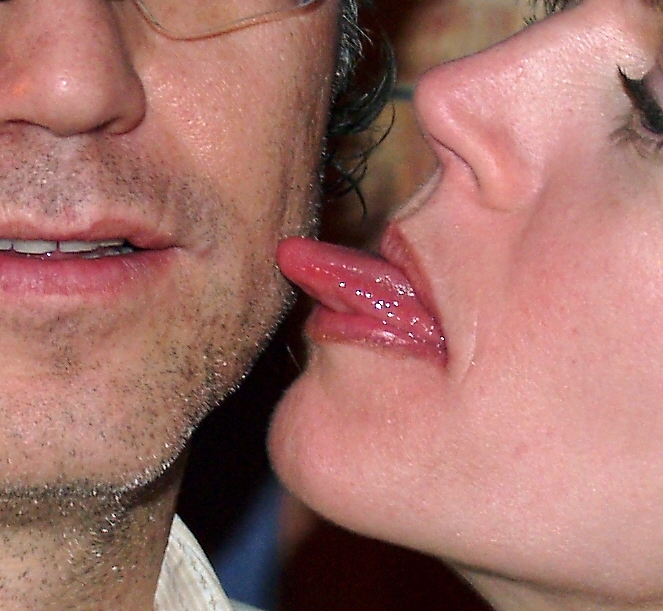
Els receptors de llengua estan especialitzats en la transducció de determinats estímuls, diferents dels d'altres òrgans com els ulls.

El procés de transducció comença quan l'energia física arriba a la cèl·lula receptora de l'òrgan sensorial encarregat a fer la transducció. Cada estímul és adequat per a cada sistema sensorial i quan arriba al receptor, la cèl·lula respon amb un canvi de potencial, un canvi lent en relació al potencial de repòs de la cèl·lula.

### Via sensorial aferent
El camí que segueix la informació, les vies sensorials aferents, poden partir de l'òrgan receptor, passar pel tàlem (menys les vies que surten del nas) i arribar a l'escorça cerebral. D'altres vies poden participar en els reflexos i creuar-se i interaccionar en les àrees cerebrals inferiors. Les vies sensorials aferents tenen en comú les següents característiques:
- Convergència: Hi ha menys fibres que parteixen de les cèl·lules receptores que cèl·lules receptores, pel que la informació es va desgranant de manera que el que arriba al cervell no és més que el resum del que es va trasduïnt.
- Ampliació: Part de la informació sensorial es perd, però certs tipus poden ser ampliats.
- Interacció lateral: L'activitat d'una cèl·lula receptora i les seves connexions tenen efecte en l'activitat de les connexions de cèl·lules properes, fet que pot provocar certes il·lusions òptiques.

### Codificació sensorial
La forma en què l'energia es codifica és el que coneixem com a codi neural o sensorial. Aquest presenta una série de característiques que s'hi relacionen:
- Organització topogràfica: Per codificar característiques espacials s'utilitza un codi espacial especialment útil a causa de l'organització topogràfica de les neurones de la majoria d'òrgans sensorials.
- Camps receptius: Àrea espacial dins la qual un estímul pot produir una resposta determinada. La interacció lateral explica que moltes neurones tinguin camps receptius més grans que l'àrea que cobreixen les seves pròpies cèl·lules receptores.
- Codificació de la qualitat de l'estímul: Els sistemes sensorials tenen diferents formes de codificar-ho.
- Detecció del contorn: Les qualitats complexes de les cèl·lules visuals corticals solen respondre millor a un estímul quan tenen diverses característiques.

### Vies sensorials eferents

Sembla que la resposta de dilatació de les pupil·les, per les vies sensorials eferents, tenen un paper en la recepció de nova informació.

Són les vies que van des del cervell fins als òrgans receptors de manera que pot tenir incidència en la codificació de missatges subseqüents, per exemple, la dilatació i contracció de pupil·les.

## Sentit químic

### L'estímul químic
La intensitat de l'estímul químic, que és difícil d'identificar, representa la concentració de molècules que es presenten a les cèl·lules receptores dels sentits del gust i olfacte, o sigui nas i llengua. És difícil parlar de qualitats en aquests sentits, pel que com a màxim s'han determinat les qualitats primàries d'olors i sabors:
- Sabor
  - Dolç
  - Salat
  - Amarg
  - Agre

- Olors
  - Almescat
  - Afruitat
  - Floral

### El gust

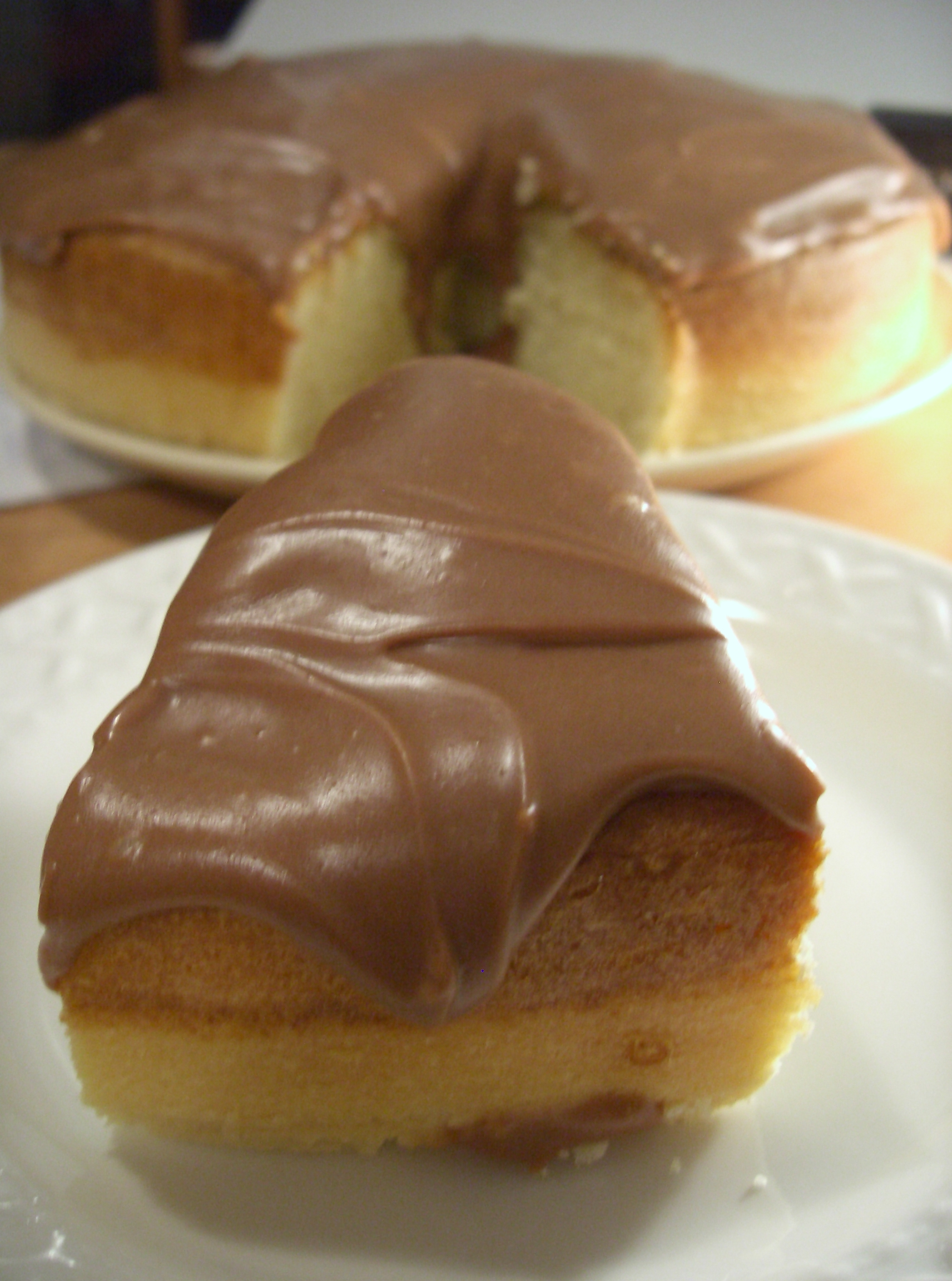
La dolçor d'un aliment és un senyal del nombre de calories que té.

Les diferents qualitats del gust s'associen a diferents funcions biològiques, com per exemple, la sal és necessària per al balanç òptim de l'organisme, la dolçor assenyala les calories, les substàncies amargues acostumen a ser verinoses i les agres senyalen un Ph baix que avisa de la possibilitat d'una substància corrsiva per les seves propietats àcides. L'òrgan receptor és la llengua.
La informació gustativa és codificada al cervell després que aquesta sigui portada per diferents nervis cranials des de diferents parts de la llengua. La resposta neural a un estímul gustatiu sol ser proporcional a la taxa d'absorció. Les fibres aferents que fan sinapsi als receptors poden servir a set o vuit papil·les diferents, àrea que constitueix el camp receptiu de la fibra. En tot cas, es necessiten moltes neurones per saber de quin sabor es tracta.

### L'olfacte
Les cèl·lules encarregades de l'olfacte són les neurones bipolars amb dues prolongacions: una, l'axó, orientada cap als bulbs olfactoris i d'allà cap al bastó olfactori que conté petits péls o cilis olfactoris projectats cap a la superfície de la membrana mucosa. Cada receptor, respon a diferents qualitats olfactòries, però sobretot a una d'elles com passa amb el gust.

## Sistema auditiu

Anatomia de l'orella humana:
1: Orella externa.
5: Orella mitjana.
13: Orella interna: 14: Laberint: 15: Conducte semicircular, 16: Vestíbul: 17: Finestra oval, 18: Finestra rodona. 19: Còclea. 20: Nervi vestibular, 21: Nervi coclear, 22: Conducte auditiu intern.
Altres: 11: Os temporal, 23: Nervi auditiu.

### Estímuls auditius
Els estímuls auditius reben l'energia dels objectes que es mouen o vibren i que provoquen canvis successius en la pressió (el que coneixem com a so). Aquests estímuls són seqüències de condensacions i enrariment o rarificació de l'aire que formes les ones sonores. D'aquestes val la pena destacar:
- Cicle: Desplaçament de la font sonora des de la seva posició de repòs fins al moviment màxim, primer en una direcció i després en una altra.
- Longitud: Distància recorreguda en un període pel front d'ona.
- Freqüència: Quantitat de cicles que passen per un punt determinat en una unitat de temps. la freqüència representa la qualitat del so i es correspon amb la nostra sensació de to.
- Amplitud: Magnitud dels canvis de pressió de la normal a la màxima durant una condensació.
- Intensitat: Altura de so, a major amplitud major potència de so. S'expressa en decibel (dB). L'oïda humana pot captar entre 20 i 20000 Hz.
- Sonoritat: Reflex de l'amplitud de l'ona sonora, grau de compressió-enrariment, que depèn del grau de desplaçament del cos en vibració a partir de la seva posició en repòs.
- Timbre: Qualitat tonal dels sons. Les ones més complexes que se senten es denominen soroll.

### Sistema sensorial auditiu
Consta de 3 parts:
- Orella externa: Consta de pavelló auricular (l'orella), que ajuda a captar les ones de pressió sonora, i conducte auditiu per on viatja l'ona sonora. A l'extrem intern hi ha el timpà que vibra amb les ones sonores reproduint el patró d'aquestes.[2]

- Orella mitjana: Petita cavitat plena d'aire que entra per la boca des de les trompes d'Eustaqui a fi d'igualar la pressió als dos costats del timpà (una diferència de pressió entre els dos provocaria una pèrdua d'eficiència de l'audició). L'oïda mitjana conté tres ossos petits el martell, enclusa i estrep que posen en moviment el timpà amplificant les vibracions i transmeten la informació a la finestra oval. La lesió d'aquests ossos provoca greus pèrdues d'audició igual que la inflamació dels seus teixits.

- Orella interna: Formada per tres cavitats:
  - Vestíbul darrere la finestra oval
  - Còclea o Cargol, els seus líquids condueixen ones sonores. conté l'òrgan de Corti que a la base conté les cèl·lules receptores sensorilas de l'audició.
  - Sistema vestibular de cèl·lules sensorials

### Codificació del so
- Codificació de la intensitat: Depén de les neurones de la via aferent per sota de l'escorça que augmenten el seu porcentatge de descàrrega a mesura que el so es fa més intens.
- Codificació de la freqüència: La membrana basilar vibra amb la mateixa freqüència que l'ono sonora, però el lloc exacte de la membrana que l'ona sonora deforma depèn més de la freqüència, de manera que sons de baixa freqüència provoquen el desplaçament més proper cap a l'àpex de la còclea i sons d'alta freqüència ho fan cap a l'estrep.
- Codificació en l'espai: Es diferencien dos métodes, diferències de fase i diferències d'intensitat.
  - Diferències de fase: Sons de baixa freqüència. Es detecta la diferència en les porcions d'ona cíclica que arriba a cada oïda, donada la separació entre tots dos, de manera que un so produït a l'esquerra produirà efectes en l'oïda esquerra lleugerament abans que el dret.
  - Diferències d'intensitat: Sons d'alta freqüència. Aquests tipus de so perden molta intensitat a mesura que l'ona es desplaça pel cap, de manera que les ones provinents de l'esquerra són molt menys intenses quan arriben a l'oïda dreta.

## Sistema de l'equilibri
El sistema vestibular és l'encarregat de donar-nos informació referida a la rotació, inclinació i accelaració del cap, conjunt del cos i posició del cos i del seu moviment amb relació a la gravetat. És un tipus d'informació inconscient igual que la del sistema cinestèsic amb l'excepció de si fem caiguda lliure o girem bruscament.

### Receptors Vestibulars
El sistema de l'equilibri depèn de l'òrgan vestibular o vestíbul, a l'entrada de la còclea, format per dos sacs plens de líquid i tres conductes o canals semicirculars. L'extrem de cada canal es dilata per formar ampolles. Cada canal té correspondència amb un dels tres plànols del cap i el cos: sagital, horitzontal i coronal. A la superfície interna de les ampolles i a les dels sacs es troben les cèl·lules ciliades, receptores del sistema vestibular. Quan es produeix un moviment brusc, d'accelaració o desaccelaració, el líquid que es troba als conductes es desplaça, produint un moviment a la cúpula i originant una força d'arrosegament en les cèl·lules ciliades. Per contra els sacs s'encarreguen del moviment constant. La via sensorial aferent sol dur informació codificada per les neurones vestibulars que sol convergir amb la informació procedent d'altres vies sensorials.

## Sistema visual
El sistema més conegut i del qual som més dependents, tot i no ser dels mamífers que el tenim més desenvolupats. L'ull humà ens pot donar molta informació sobre forma, patró, moviment, profunditat i color dels objectes.

### L'estímul visual
L'estímul és la llum, energia o radiació electromagnètica constituïda per partícules amb propietats ondulatòries. cal destacar-ne dues característiques bàsiques:
- Longitud d'ona: Distància entre el pic d'una ona i el de la següent. L'ull només pot detectar un espectre visible entre 380 i 760 nanòmetres. Pel que fa al matís, la percepció dels colors, tot això és funció de la longitud d'ona de la llum.
- Intensitat: Ens indica quanta energia hi ha a les ones lluminoses. Es mesura en vats (Watts) i es coneix que l'ull humà és més sensible a l'energia lluminosa que trobem cap a la meitat de l'espectre visible.

### L'òrgan visual
Les principals estructures de l'ull són:
- Còrnia: Capa protectora transparent situat en l'exterior i enfront del globus ocular, s'encarrega principal de l'enfocament i és on es troben les cèl·lules receptores i les seves connexions. Darrere la còrnia hi trobem l'humor aquós.
- Cristal·lí: Lent inserida en uns músculs que realitza el procés d'acomodació. Si bé la major part d'acomodació la té la còrnia i el cristal·lí tan sols intervé fent ajustos precisos, sí que ajuda en el procés d'enfocament. en aquest cas si enfoca un objecte llunyà, el cristal·lí s'aplana i s'aprima i augmenta amb un objecte proper.
- Iris: Regula la quantitat de llum i li dona el color. L'iris es redueix quan hi ha poca llum per deixar-ne passar més i augmenta amb llum brillant. També canvia en funció de dos factors:
  - Per l'agudesa visual quan es treballa a curta distància.
  - Per una elevada excitació emocional.
- Humor vitri: Encarregada de mantenir el grau d'acomodació que produeixen totes les estructures accessòries i la pressió que manté la retina al seu lloc.
- La retina:
  - Cèl·lules receptores: són de dos tipus bastons i cons. Els bastons (120 milions) responen bé en condicions de baixa lluminositat però transmeten poca informació, els cons (6-8 milions) necessiten més llum però d'ells depèn la percepció del color.
  - Connexions neurals de bastons i cons: Bastons i cons converteixen l'energia lluminosa en un impuls neural que transmeten a les cèl·lules bipolars i d'aquestes a les cèl·lules ganglionars fins al nervi òptic.
  - Via aferent: Els axons ganglionars s'estenen al llarg de la superfície de la retina i s'uneixen al punt cec, d'on surt el nervi òptic. Cada nervi òptic surt de la base del crani fins on s'ajunten tots, al quiasme òptic. d'aquí segueixen fins al tàlem on la informació es projecte principal al lòbul occipital i una part a l'escorça temporal previ pas per l'escorça preestriada.

## Percepció visual

### Percepció de la intensitat, patró i moviment
La codificació s'inicia a la retina, on cada cèl·lula ganglionar respon quan un estímul lluminós es troba al camp receptiu, àrea oval d'uns 1 o 2 mm de diàmetre, organitzada en dues regions, central i circumdant. Les cèl·lules responen més ràpidament si la llum se situa al centre i més lentament a l'àrea circumdant. A l'escorça moltes cèl·lules codifiquen característiques espacials i temporals d'un estímul, anomenats detectors de la configuració de contorns i mides.

### Percepció de la profunditat
Per percebre la profunditat utilitzem senyals primaris que depenen del funcionament del sistema visual i senyals secundaris que depenen de la disposició física dels objectes.
Són senyals primaris:
- Acomodació del cristal·lí quan l'objecte és a menys d'un metre de distància.
- Convergència de dos ulls en un objecte proper.
- disparitat retinal.

Són senyals secundaris:
- La perspectiva lineal, o sigui, a mesura que augmenta la distància entre objectes disminueix la seva mida i semblen més a prop.
- La perspectiva aèria, els objectes a molta distància semblen més borrosos i més blaus.
- La mida relativa de la imatge retinal: l'objecte que projecta una imatge més gran es considera el més proper.
- La interposició, si un objecte obstrueix la visió d'un altre en la mateixa línia de visió, aquest sembla més llunyà.
- Els gradients de textura, la textura de les superfícies es torna més densa i més fina com més lluny és l'objecte.
- Els patrons de llum i ombra: les parts d'un objecte més baixes solen ser més ombrejades.

### Percepció del color
El color depèn de la longitud d'ona, les més curtes com els violetes o blaus i les més llargues, els vermells. Només veiem longituds d'ona que els objectes reflecteixen selectivament; així tenen colors en funció d'aquestes. Per exemple, un objecte és groc pur si reflecteix bé i absorbeix malament la longitud d'ona corresponen al color groc.
- color i brillantor: Els colors poden ser idèntics en matisos però diferents en brillantor, com el cas del marró i el rosa. El principal determinant físic de la brillantor és la intensitat lluminosa i, secundàriament, la longitud d'ona.

### Barreja de colors
Quan es barregen longituds d'ona s'obtenen colors diferents, un punt i mig entre les dues longituds i suposa una pèrdua de saturació que depèn de la distància que existeixi entre totes dues ones llum. els colors oposats s'anomenen colors complementaris, així que quan es barregen longituds d'ona d'aquests colors s'obté color que es percep gris o blanc acromàtic.

### Codificació del color
- Teoria tricromàtica: presentada per Thomas Young a principis del segle xix considera que hi ha tres tipus de cons, cada un amb una sensibilitat màxima al blau, vermell o verd. cada tipus passa la informació a les cèl·lules ganglionars i aquestes al nucli geniculat lateral. En aquest moment entra en funcionament la teoria del procés oposat.
- Teoria del procés oposat: presnetada per Ewald Hering a la segona meitat del segle xix pressuposa que les cèl·lules del nucli responen enèrgicament a un color, però són inhibides per d'altres: no poden proporcionar experiència de dos o més colors alhora.

## Sistema cinestèsic
És el sistema que dona informació propioceptiva, i les sensacions segueixen vies situades als receptors sensorials anomenats receptors articulars que són estimulats segons canvien els angles en què se sostenen els ossos. Els terminals lliures dels nervis entre fibres nervioses indiquen quan s'estira un múscul mentre que les terminacions nervioses als tendons assenyalen quan es contrau un múscul.

### Codificació de la informació cinestèsica
Els receptors articulars descarreguen el primer potencial d'acció a més de fer la transducció convertint-se en la primera neurona de la via aferent. Les fibres van a la medul·la i d'aquí al tàlem i a l'escorça somatosensorial i al cerebel.
Les fibres transmeten informació de dos tipus:
- Fibres d'adaptació ràpida: En doblegar-se una articulació augmenta la freqüència de descàrrega i després ràpidament recuperen el nivell de descàrrega espontània. Poden codificar moviments simples.
- Fibres d'adaptació lenta: Més nombroses però que no recuperen amb rapidesa els nivells espontanis. Permeten informar de l'angle precís en què es troba l'articulació.

## Trastorns de la sensació i percepció

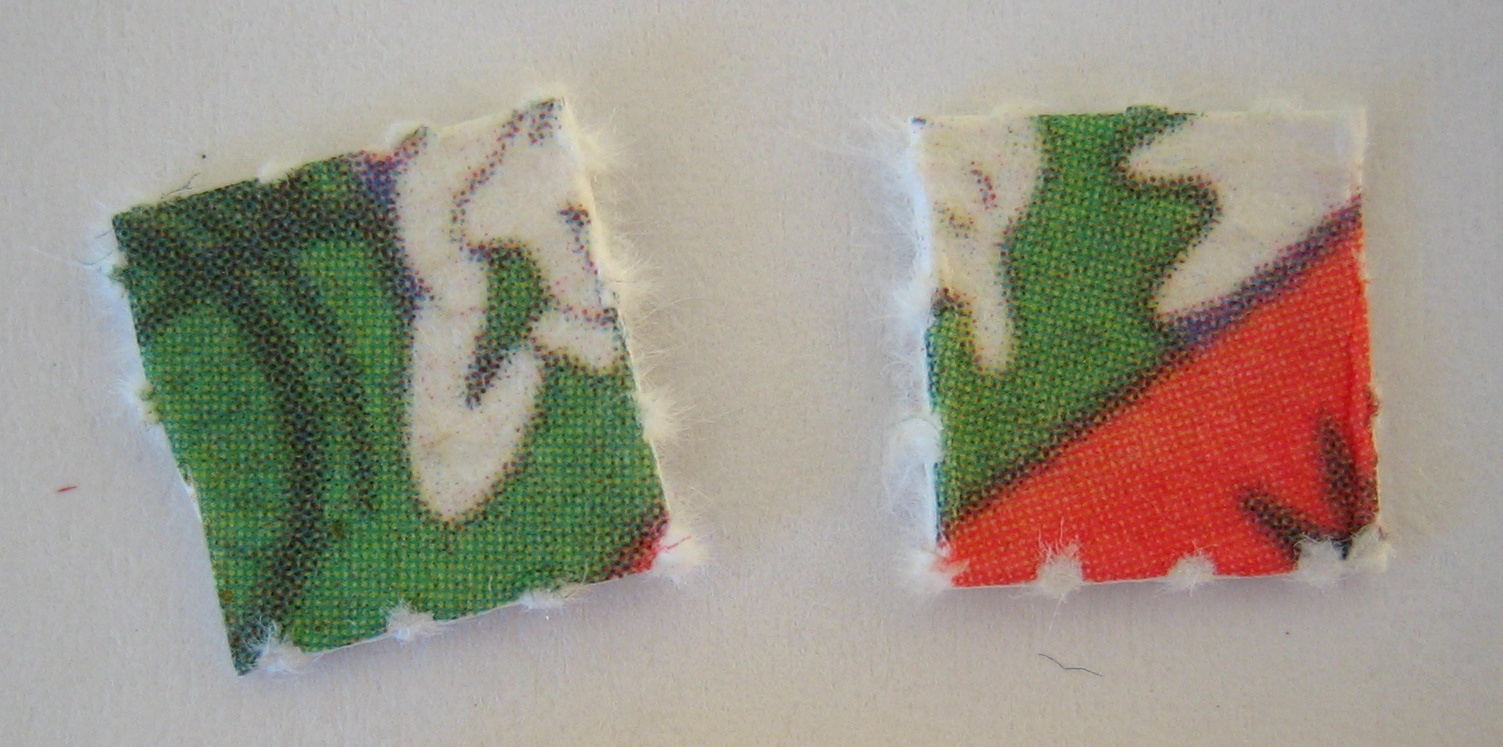
El LSD produeix una modificació del component afectiu de la percepció i modificacions de l'espai i temps

El mal funcionament dels sistemes psicològics perceptius pot comportar els següents trastorns.
- Agnòsia: És la interrupció en la capacitat per reconèixer estímuls prèviament apresos o d'aprendre'n de nous sense haver-hi deficiència en l'alteració de la percepció, del llenguatge o de l'intel·lecte.

- Il·lusions: És una deformació de l'objecte percebut, a causa d'una falsa percepció o un error en el reconeixement. Es distingeixen diversos tipus d'il·lusions:
  - Per falta d'atenció: Són freqüents en la vida quotidiana.
  - Il·lusions catatímicas: deformen els objectes o situacions per influència dels sentiments o emocions.
  - Pareidolia: Són il·lusions fantàstiques, pròpies de la imaginació. Consisteix a donar-li forma definida a alguna cosa que no en té.

- Al·lucinacions: Són percepcions sense objecte. Segons el canal sensorial pel qual es perceben, es divideixen en:
  - Acústiques: S'experimenten sorolls, veus o murmuris. Solen ser desagradables per als pacients.
  - Visuals: Es presenten en persones amb trastorns orgànico-cerebrals i en intoxicacions greus. Solen veure objectes mòbils, animals, persones de mida petita, cares grotesques que es burlen d'ells.
  - Gustatives i olfactives: Es presenten en algunes persones deprimides i esquizofrèniques que, influïdes pels seus deliris, poden sentir olor de verí en el seu menjar o fins i tot assaborir.
  - Tàctils: Es refereixen a sensacions a la pell com picors, punxades o corrents elèctrics per la pell

A més a més, s'han descrit algun altre tipus d'al·lucinació:
- Fisiològiques: Són experiències perceptives que esdevenen abans de dormir o durant el son, però no són patològiques.
- Per lesió dels receptors: El subjecte està convençut que el que percep és real, com la persona que sent un membre que li ha estat amputat, el que es coneix com a membre fantasma.
- Oníriques: Són produïdes per lesions difuses del sistema nerviós i per infeccions o intoxicacions. És la típica del delirium tremens.
- Produïdes per substàncies psicodèliques (LSD 25): Aquesta substància produeix una modificació del component afectiu de la percepció i modificacions de l'espai i temps.

Algunes d'aquestes són característiques de l'esquizofrènia o psicosi cròniques com les al·lucinacions auditives i les idees delirants, que solen ser símptomes d'aquests trastorns mentals.